# Austrozele filicornis
Austrozele filicornis är en stekelart som först beskrevs av Cameron 1903.  Austrozele filicornis ingår i släktet Austrozele och familjen bracksteklar. Inga underarter finns listade.